# Fightin★Pose
「Fightin★Pose」（ファイティン・ポーズ）は、日本の声優・歌手である小倉唯の14枚目のシングルで、2021年8月11日にKING AMUSEMENT CREATIVEより発売された。

## 概要
本作品は前作「Clear Morning」以来約4ヶ月ぶりのリリースであり、表題曲「Fightin★Pose」は小倉自らがKIKUEとともに作詞を手掛けた。
「Fightin★Pose」はテレビアニメ『ジャヒー様はくじけない!』の第1クールオープニング主題歌、カップリング曲「ハートフォレスト」はスマートフォンゲーム『アークナイツ』イメージソングとしてタイアップされている。 
期間限定盤（KICM-92096）と通常盤（KICM-2096）の2形態で発売され、このうち期間限定盤には「Fightin★Pose」と「ハートフォレスト」のミュージックビデオならびにメイキング映像を収録したDVDが同梱されている。

## 音楽性
「Fightin★Pose」は、キャッチ―で曲調の変化のある、かつシングル曲では初めてラップが入っている候補がコンペにて選ばれた。小倉も自ら作詞のコンペに飛び入り参加し、「座右の銘は臥薪嘗胆」など小倉のお気に入りのフレーズや、歌詞の中に絵文字が入っていたりと趣向を凝らしている。レコーディングではラップの部分が難関で、ラップのフロウは小倉自身の考案によるものが採用されている。ミュージックビデオは全シーンが栃木県那須町の那須ハイランドパークで撮影された。
カップリング曲の「ハートフォレスト」は、本CD発売前の2021年6月9日に先行配信シングルとしてリリースされた。こちらは、ハートフルなバラード曲となっていて、レコーディングに際し、母性を意識して世界中の人を温かく包み込むくらい壮大な気持ちで臨んだという。「ハートフォレスト」もMVが制作されており、ミニチュアの森の中に、妖精のような小倉が登場するファンタジーな映像に仕上がっている。また、小倉のMVでは珍しくダンスシーンを伴わない。

## アートワーク
ジャケット写真は、期間限定盤ではカラフルな衣装の小倉が、今回のタイトルにちなんだファイティングポーズを取っており、通常盤では頬を指差してキュートな表情を浮かべている。どちらも夏らしい装飾がふんだんにあしらわれた、カラフルポップなデザインに仕上がっている。

## シングル収録内容
| #         | タイトル                             | 作詞          | 作曲      | 編曲      | 時間  |
| --------- | ------------------------------------ | ------------- | --------- | --------- | ----- |
| 1.        | 「Fightin★Pose」                     | 小倉唯・KIKUE | 雨漏りP   | 藤田卓也  | 3:49  |
| 2.        | 「ハートフォレスト」                 | 磯谷佳江      | 小野貴光  | 小野貴光  | 4:24  |
| 3.        | 「Fightin★Pose」(off vocal ver.)     |               |           |           | 3:48  |
| 4.        | 「ハートフォレスト」(off vocal ver.) |               |           |           | 4:25  |
| 合計時間: | 合計時間:                            | 合計時間:     | 合計時間: | 合計時間: | 16:26 |

| #  | タイトル                          | 作詞 | 作曲・編曲 |
| -- | --------------------------------- | ---- | ---------- |
| 1. | 「Fightin★Pose」(MUSIC VIDEO)     |      |            |
| 2. | 「ハートフォレスト」(MUSIC VIDEO) |      |            |
| 3. | 「MAKING」                        |      |            |

## 特典
- 法人別オリジナル特典（販売店ごとに異なる絵柄のブロマイド）[11]
- 先行予約特典（アナザージャケット）[12]
- 封入特典（「バースデーチェキ」抽選シリアルコード）[13]

## イベント
- 8月10日～8月15日 - 発売記念衣装展[14]
- 8月15日 - オンラインバースデーイベント生配信[15]
- 9月4日 - オンライン個別トーク会[16]
- 9月11日 - オンライン個別トーク会（緊急事態宣言に伴い、有観客トークイベントから変更）[17]

## 収録アルバム
| 曲名         | 収録アルバム | 発売日        |
| ------------ | ------------ | ------------- |
| Fightin★Pose | 『Tarte』    | 2022年2月16日 |